# Arbeitsanalyse und -synthese
Die Arbeitsanalyse mit anschließender Arbeitssynthese soll die Arbeitsinhalte (das WAS) systematisch in die Art der Aufgabenerfüllung (das WIE) überführen. Sie bildet damit den Übergang von der Aufbau- zur Ablauforganisation. In der Praxis bedeutet das, die durch die Aufgabenanalyse und Aufgabensynthese ermittelten Teilaufgaben (z. B. Rechnungsbearbeitung) in ihre kleinsten Arbeitselemente (Ablaufabschnitte) zu zerlegen. Das macht die Arbeitsanalyse aus. In der folgenden Arbeitssynthese, die damit zur Ablauforganisation gehört, werden die Arbeitselemente räumlich, zeitlich und personell zu effizienten Arbeitsschritten zusammengefasst.
Die Arbeitsanalyse mit anschließender Arbeitssynthese ist Bestandteil der traditionellen betriebswirtschaftlichen Organisationslehre und wurde 1976 von Erich Kosiol umfassend dargestellt. 

## Arbeitsanalyse
Im Rahmen der Aufgabenanalyse werden sämtliche Aufgaben in ihre kleinsten Elemente, die Teilaufgaben niedrigster Ordnung, auch Elementaraufgaben genannt, zerlegt. Diese Elementaraufgaben bilden nun den Ausgangspunkt für die Arbeitsanalyse. Im Rahmen der Arbeitsanalyse werden diese Arbeitsteile, ähnlich wie bei der Aufgabenanalyse, in ihre kleinsten Elemente, die Gangelemente, zerlegt. Die Gliederung dieser Gangelemente kann nach den Gesichtspunkten Verrichtung, Objekt, Rang, Phase und Zweckbeziehung erfolgen. 
Es kann nur nach einem Gesichtspunkt gegliedert werden, jedoch kann es mehrere Gliederungsstufen geben. Die Literatur geht von drei bis sieben Stufen aus. 
Als Beispiel sei eine Analyse nach dem Verrichtungsprinzip betrachtet, bei dem sich als Arbeitsteil höchster Ordnung der Punkt Warenverkauf an den Kunden findet.
Dieser lässt sich in folgende Arbeitsteile mittlerer Ordnung aufgliedern: Neben Kundenwunsch entgegennehmen und Kundenwunsch erfüllen existieren Preis vereinbaren und Bezahlung veranlassen.
Untersucht man nun einen dieser Punkte auf Arbeitsteile niedrigster Ordnung, so zerfällt der Arbeitsteil Kundenwunsch erfüllen in Ware einpacken und Ware dem Kunden übergeben.

## Arbeitssynthese
Das Ziel der Arbeitsanalyse ist es, einen Überblick über alle Arbeitsteile auf jeder Ordnungsstufe zu geben, die in einer definierten Aufgabe enthalten sind. Mit der Arbeitssynthese versucht man, diese Elemente räumlich, zeitlich und personell zu effizienten Arbeitsschritten zusammenzufassen und auf die einzelnen Aufgabenträger zu verteilen. 
Hierbei ist zu beachten, dass sich die Stufen, auf der die Teilaufgaben ermittelt und in weiterer Folge jemandem übertragen werden, auf verschiedenen Stufen der Aufgabenanalyse befinden können. Die Höhe hängt auch vom Grad der Arbeitsteilung in der Organisation ab. Liegt die Übergangsstufe sehr hoch, so tendiert der Grad der Arbeitsteilung gegen Null. Das ist zum Beispiel bei einem Einpersonenunternehmen der Fall. Dagegen besteht ein hoher Grad der Arbeitsteilung, wenn die Aufgabenanalyse auf einer tiefen Stufe in die Arbeitssynthese einmündet. 
Bei der Erstellung der Arbeitssynthese werden zuerst mehrere Ablaufabschnitte zu einem Arbeitsgang zusammengefasst und danach mehrere Arbeitsgänge zu einer Gangaufgabe definiert. Anschließend folgen eine personale, temporale und lokale Synthese. Dabei gilt es im Auge zu behalten, dass die personale, temporale und lokale Synthese nur verschiedene Blickwinkel einer einzigen Arbeitssynthese sind.
In diesem Zusammenhang erfolgt auch die Beurteilung der qualitativen und quantitativen Sachmittelausstattung. Für diese gilt, dass die Arbeitserfüllung zu keinem Zeitpunkt gefährdet ist. 

### Personale Synthese
Nach der Fixierung der Gangaufgaben einer Stelle wird unter dem Gesichtspunkt der optimalen Auslastung von Mensch und Sachmitteln, durch eine Zusammenfassung zusammenpassender Gangaufgaben dem Menschen eine Aufgabe zugeteilt. Dieser Schritt wird als personale Arbeitssynthese bezeichnet.

### Temporale Synthese
In der temporale Synthese werden die Leistungen der einzelnen Arbeitspersonen zeitlich so abgestimmt, dass für die Arbeitsgegenstände eine möglichst günstige Durchlaufzeit erreicht wird. Mit dieser Aufgabe im engen Zusammenhang steht die nach der Verringerung der organisatorisch vorgesehenen Lagerbestände. 

### Lokale Synthese
Neben den beiden bereits erörterten Aspekten kann die Arbeitssynthese unter Betonung des räumlichen Gesichtspunktes vorgenommen werden. Im Fokus steht die Gestaltung und Anordnung der Arbeitsplätze im Arbeitsprozess sowie deren Ausstattung. Die räumliche Anordnung sollte vor allem unter dem Gesichtspunkt der innerbetrieblichen Transportwege erfolgen. 

## Ziele
Die Synthese erfolgt unter den zwei Hauptaspekten der Koordination und der Motivation. Die Qualität der Koordination in einer Organisation wird durch das Erreichen von wirtschaftlichen Kennziffern, neudeutsch auch Key-Performance-Indicators genannt, gemessen. Sie werden in Abhängigkeit von den festgelegten Organisationszielen definiert.
Der wirtschaftliche Erfolg einer Organisation ist neben einer effizienten Koordinationslösung wesentlich von dem Ausmaß abhängig, in dem die Arbeitsgestaltung menschengerecht erfolgt. Neben der Ergonomie ist Motivation ein psychologischer Oberbegriff, um zu beurteilen, inwieweit das gelungen ist. Bei den psychologischen Zielen geht es also darum, die Arbeitsbedingungen an den Menschen anzupassen.
Da die beiden Ziele teilweise im Widerspruch zueinander stehen, wäre eine integrierte Betrachtung zur Suche einer optimalen Lösung erforderlich. Davon ist die Forschung und Praxis jedoch noch weit entfernt, sodass zum Beispiel die Arbeitswissenschaft, da beispielsweise die Human-Relations-Bewegung wie separat auftretende Stakeholder erscheinen. So wurde inzwischen die Sicherstellung der Psychischen Integrität der Arbeitnehmer vom Gesetzgeber in die Gefährdungsanalyse mit aufgenommen.

## Praxisbezug
Die Eignung dieses Konzeptes für die praktische Organisationsarbeit ist umstritten. So ist insbesondere die Trennung in Aufbau- und Ablauforganisation nicht eindeutig möglich.
Weiterhin wird das Ergebnis umso subjektiver, je größer die Anzahl der Analysestufen ist, da es keine verbindliche Vorgehensweise für die Erstellung von Arbeitsanalysen und -synthesen gibt.
Relevant ist das Konzept vor allem für eine übersichtliche Erfassung und Beschreibung von komplexen Aufgaben.